# بادي كيني
بادي كيني (بالإنجليزية: Paddy Kenny)‏ (17 مايو 1978 بهاليفاكس في المملكة المتحدة - ) هو لاعب كرة قدم أيرلندي في مركز حراسة المرمى. شارك مع منتخب جمهورية أيرلندا لكرة القدم. أما مع النوادي، فقد لعب مع أولدهام أثلتيك وإيبسويتش تاون وبولتون واندررز وشيفيلد يونايتد وكوينز بارك رينجرز وليدز يونايتد ونادي بوري ونادي روذرهام يونايتد وويتبي تاون ‏ ونادي برادفورد بارك أفنيو.

## وصلات خارجية
- بادي كيني على موقع قاعدة بيانات كرة القدم.إي يو (الإنجليزية)
- بادي كيني على موقع ناشيونال فوتبول تيمز (الإنجليزية)
- بادي كيني على موقع Soccerbase.com (لاعب) (الإنجليزية)
- بادي كيني على موقع Soccerway.com (الإنجليزية)
- بادي كيني على موقع عالم كرة القدم.نت (الإنجليزية)